# Kreuzkogelsee
Der Kreuzkogelsee ist ein See in der Gemeinde Bad Gastein im österreichischen Bundesland Salzburg.

## Geografie
Der Kreuzkogelsee liegt auf einer Höhe von 2364 m ü. A. östlich des 2685 m ü. A. hohen Gipfels des Kreuzkogels in der Ankogelgruppe. Er gehört zur Katastralgemeinde Böckstein und zum Nationalpark Hohe Tauern. Der Kreuzkogelsee erstreckt sich über eine Fläche von 1,1 ha. Er ist 150 m lang und 100 m breit. Sein Umfang beträgt 425 m.
Der See entwässert über einen linken Zubringer des Höhkarbachs, der in den Anlaufbach mündet. Weitere Gebirgsseen im Einzugsgebiet des Anlaufbachs sind der Grasleitensee, der Obere und der Untere Hörkarsee, der Große Tauernsee und der Woisgensee.

## Ökologie
Der Kreuzkogelsee ist ein junger Gletschersee. Er ist oligotroph (nährstoffarm) und weist einen sehr großen ökologischen Wert auf. Er ist großteils von einer Silikat-Schuttflur umgeben. Im Süden und Osten grenzt er jeweils an ein Schneefeld.